# B-Boy (jeu vidéo)
Pour les articles homonymes, voir B-Boy.
B-Boy est un jeu vidéo de break dance, publié en septembre 2006 sur PlayStation 2 et PlayStation Portable. Il est édité par Sony Computer Entertainment, et développé par FreeStyleGames avec la collaboration de Crazy Legs pour les chorégraphies et DJ Hooch pour les musiques. B-Boy est un terme anglophone qui désigne un danseur de break dance.

## Système de jeu
B-Boy est axé sur la réalisation de chorégraphie ; le jeu se déroule à New York où le joueur doit faire des mouvements précis afin d'obtenir le meilleur score (symbole). Le mode « Programme » permet de participer à des défis (battle). Le joueur doit ainsi, au long de son parcours, réussir les différents défis proposés espérant ainsi être le plus respecté de tous. Le jeu propose d'affronter plus de 40 adversaires, dans 21 lieux différents. Il présente également une liste de 40 chansons différentes qui présentent notamment des groupes comme The Black Eyed Peas (Bringing it Back), Cypress Hill (The Phuncky Feel One), Kool and the Gang, les Jackson 5, et The Beatnuts (Watch out Now), et des artistes comme James Brown, Biz Markie et Bobby Byrd.
Les récompenses sont des mouvements plus stylés et/ou une meilleure place au « mur de la renommée » (classement au niveau du respect). Le jeu suit la mouvance « danse de rue » de FLOW : Urban Dance Uprising.

## Accueil
Le site web Eurogamer attribue une note de 6 sur 10 à la version Playstation Portable. Le site web français Jeuxvideo.com attribue aux deux versions du jeu une note globale de 11 sur 20 expliquant notamment que « l'environnement ne sert à rien et il est de plus dommage de ne pas pouvoir vraiment influer sur les pas de danse de son adversaire,. » Jeff Haynes d'IGN, cependant, attribue une note de 4 sur 10 à la version PS2, fustigeant « les contrôles maladroits qui sont trop compliqué et ennuyeux à utiliser, ainsi que des éléments de combat qui ne fonctionnent pas particulièrement à chaque compétition, entravant l'intégralité du gameplay. »